# 주사이공 미국 대사관
주사이공 미국 대사관(영어: Embassy of the United States, Saigon, 베트남어: Đại sứ quán Hoa Kỳ, Sài Gòn) 또는 주남베트남 미국 대사관, 주베트남 공화국 미국 대사관은 과거 베트남 공화국(남베트남) 사이공(현재의 베트남 호찌민시)에 있던 미국 대사관이다. 1952년 6월에 처음 설립되었으며 1967년에 새 건물로 이전했다. 1975년에 베트남 전쟁의 종전과 함께 남베트남이 소멸됨에 따라 폐쇄되었다.
이 공관은 베트남 전쟁에서 일어난 여러 중요한 사건들의 현장이었는데 특히 1968년 구정 대공세 당시에 일어난 남베트남 민족해방전선의 미국 대사관 공격, 1975년 사이공 함락 이후에 폐쇄된 미국 대사관 옥상 위에서 헬리콥터가 대피하는 사건이 가장 주목을 받았다. 1995년에 미국과 베트남 사회주의 공화국 사이에 공식적인 외교 관계가 수립됨에 따라 대사관 부지와 건물이 미국에 반환되었다. 옛 대사관은 1998년에 철거되었는데 현재는 호찌민시라고 부르는 사이공 주재 미국 총영사관 안에 있는 공원이다.

## 1번째 대사관

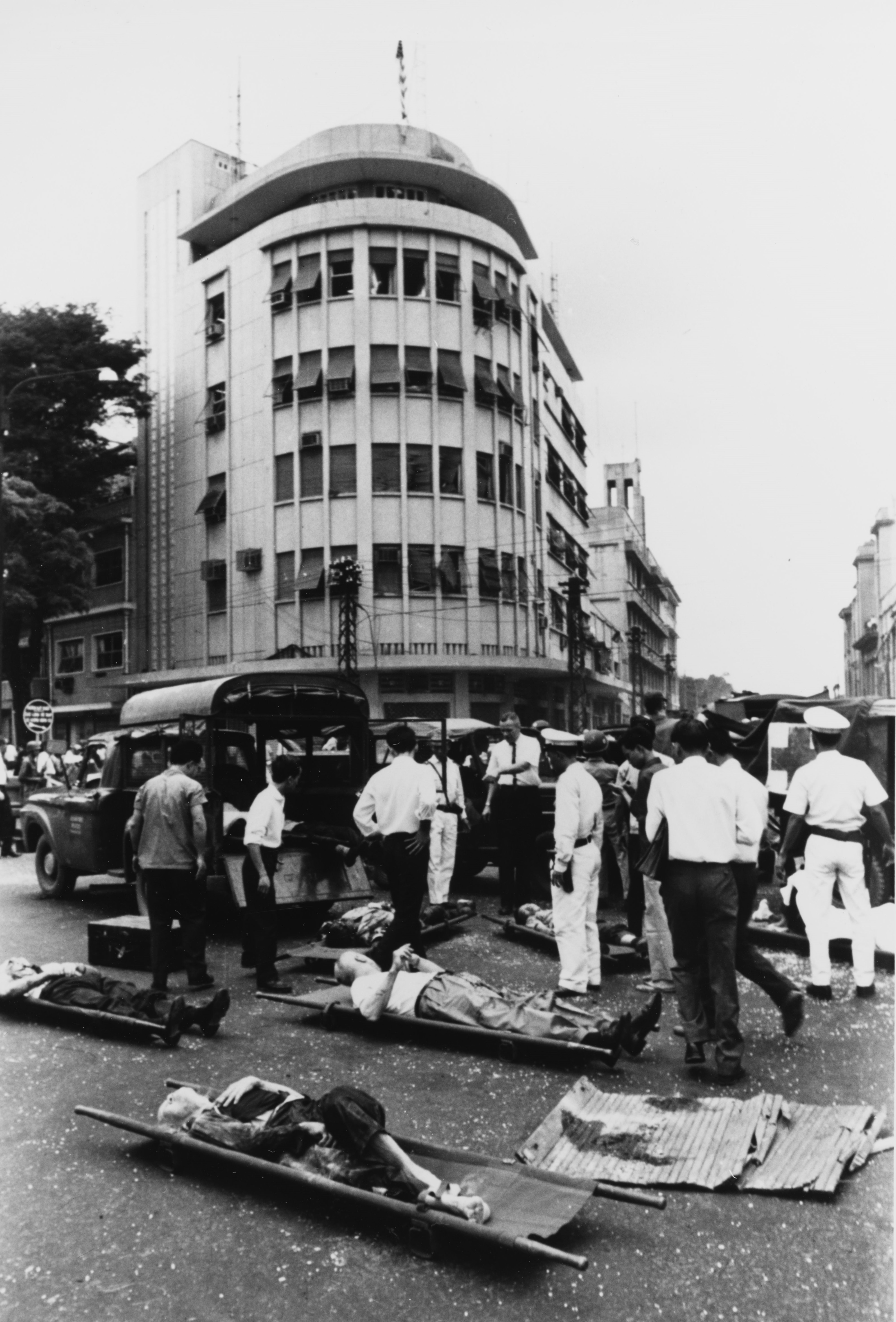
함응이 대로에 위치한 1번째 미국 대사관이 폭격을 받은 모습

미국 정부는 1907년 12월 9일에 사이공에 영사관을 설립했다. 이 공관은 1889년에 사이공에 설립된 미국 상업 대리점을 계승하여 프랑스령 인도차이나 주재 미국 대표부 역할을 했다. 미국 정부는 1950년에 바오다이 정부가 이끌던 베트남국을 승인했다. 같은 해 2월 17일을 기해 사이공 주재 미국 총영사관이 공사관으로 승격되었는데 미국 정부는 에드먼드 A. 걸리언을 임시대리대사로 임명했다.
1954년 제네바 회담을 계기로 베트남이 베트남 민주공화국(북베트남)과 베트남 공화국(남베트남)으로 분단되었으나 미국 정부는 북베트남에 외교적 승인을 확대하지 않았다. 1952년 6월 24일에 미국 상원이 도널드 R. 히스를 남베트남 주재 미국 대사로 임명하는 안건을 통과시키면서 사이공 주재 공사관의 지위가 격상되었고 남베트남 주재 미국 대사관이 정식 설립되었다. 미국의 1번째 사이공 주재 대사관은 함응이 대로 39번가에 있었는데 원래 건물은 오늘날에도 남아 있다.

### 1965년 대사관 폭격

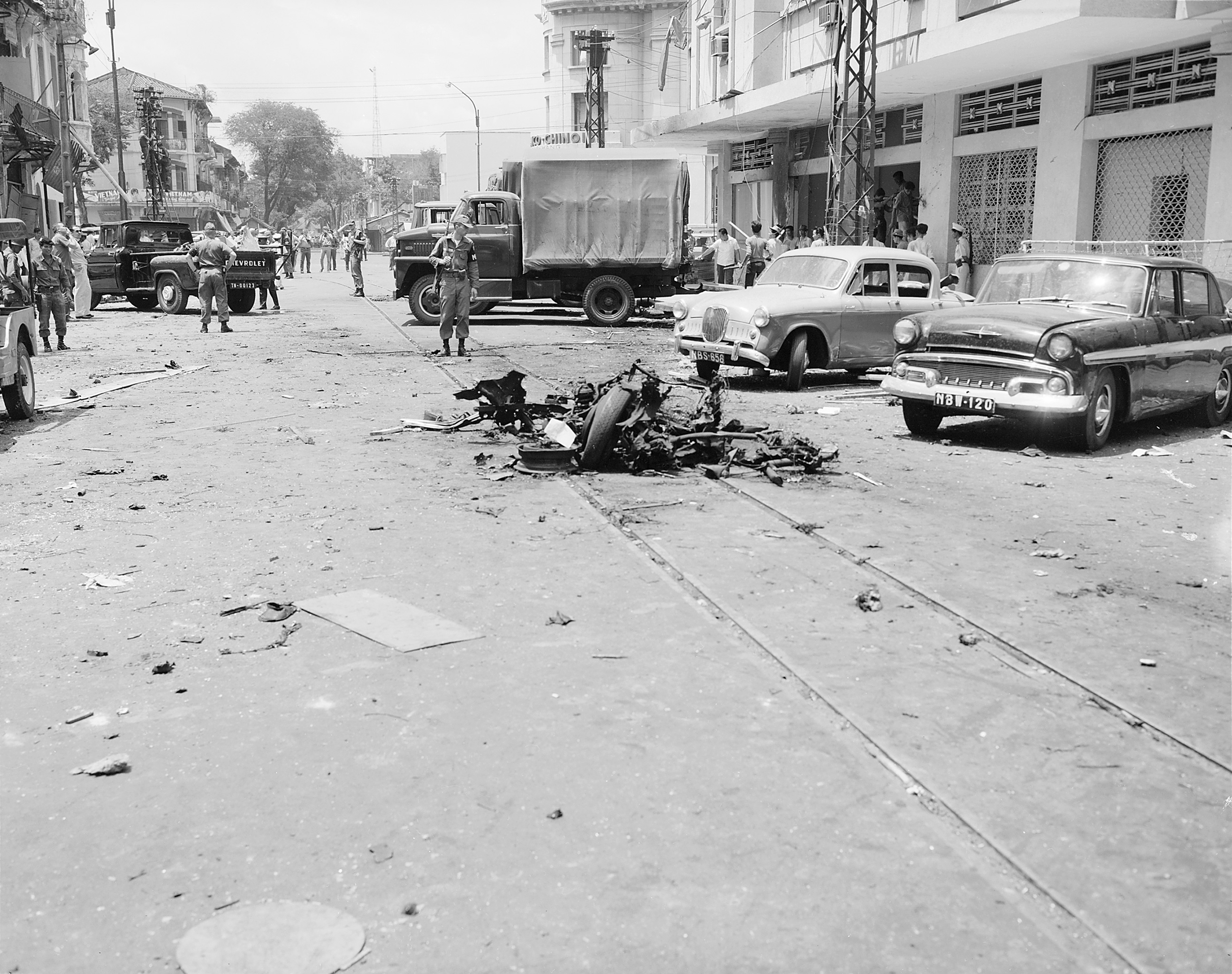
남베트남 민족해방전선이 사이공 주재 미국 대사관 밖에서 일으킨 차량 폭탄 테러 현장

1965년 3월 30일에 남베트남 민족해방전선이 사이공 주재 미국 대사관 밖에서 차량 폭탄을 일으켰다. 이 공격은 남베트남 경찰관이 대사관 앞에 주차된 자동차 운전자와 말다툼을 시작했지만 운전자가 떠나기를 거부하자 다른 남베트남 민족해방전선 조직원이 자동차를 옆으로 몰고 다가와서 경찰에게 총격을 가하면서 발생했다. 짧은 총격전 끝에 300파운드에 달하는 플라스틱 폭발물이 실린 차량은 대사관 앞에서 폭발해 미국인 2명과 미국 중앙정보국(CIA) 직원 바버라 로빈스, 그 외의 미국인 1명, 미국 해군에 복무하고 있던 남베트남인 19명, 필리핀인 1명이 숨지고 183명이 다쳤다. 미국 의회는 폭탄 테러 이후에 사이공 주재 대사관을 새로운 장소에 재건하기 위해 100만 미국 달러를 지출했다. 또한 미국 의회는 북베트남에 대한 보복 공격을 제안했지만 린든 존슨 미국 대통령은 이를 거절했다. 폭탄 테러 이후에 쩐반도 남베트남 외무부 장관은 바버라 로빈스와 필리핀 해군 군인에게 명예 훈장 1등급을 추서했다.

## 2번째 대사관

### 대사관 구내

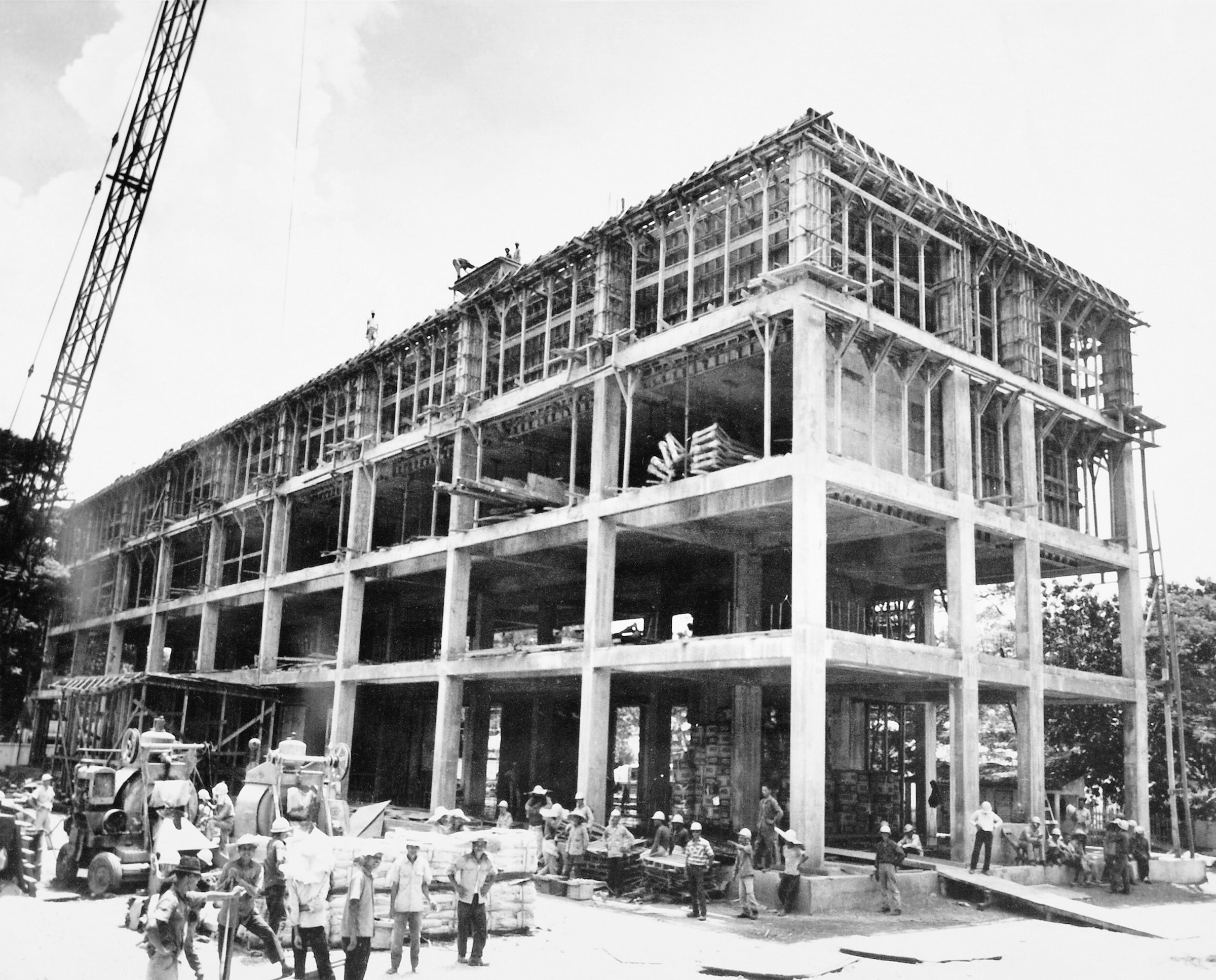
대사 관저 건립 현장 (1966년 촬영)

1965년 폭탄 테러에 따른 보안 문제로 인하여 미국 정부는 보다 강력한 보호를 받는 새로운 사이공 주재 대사관을 건설하기로 결정했다. 미국 정부가 선정된 부지는 벤응헤 운하가 사이공강으로 들어가는 어귀 근처에 있는 통녓 대로 4번가(현재의 레주언 대로 4번가)와 막딘찌가의 모퉁이에 있는 노로돔 컴파운드(Norodom Compound)로 알려진 12,900m2 면적의 부지였다. 사이공 주재 미국 대사관은 영국 대사관 맞은편에 있는 프랑스 대사관 옆에 있었고 대통령궁(현재의 독립궁) 근처에 위치해 있었다.

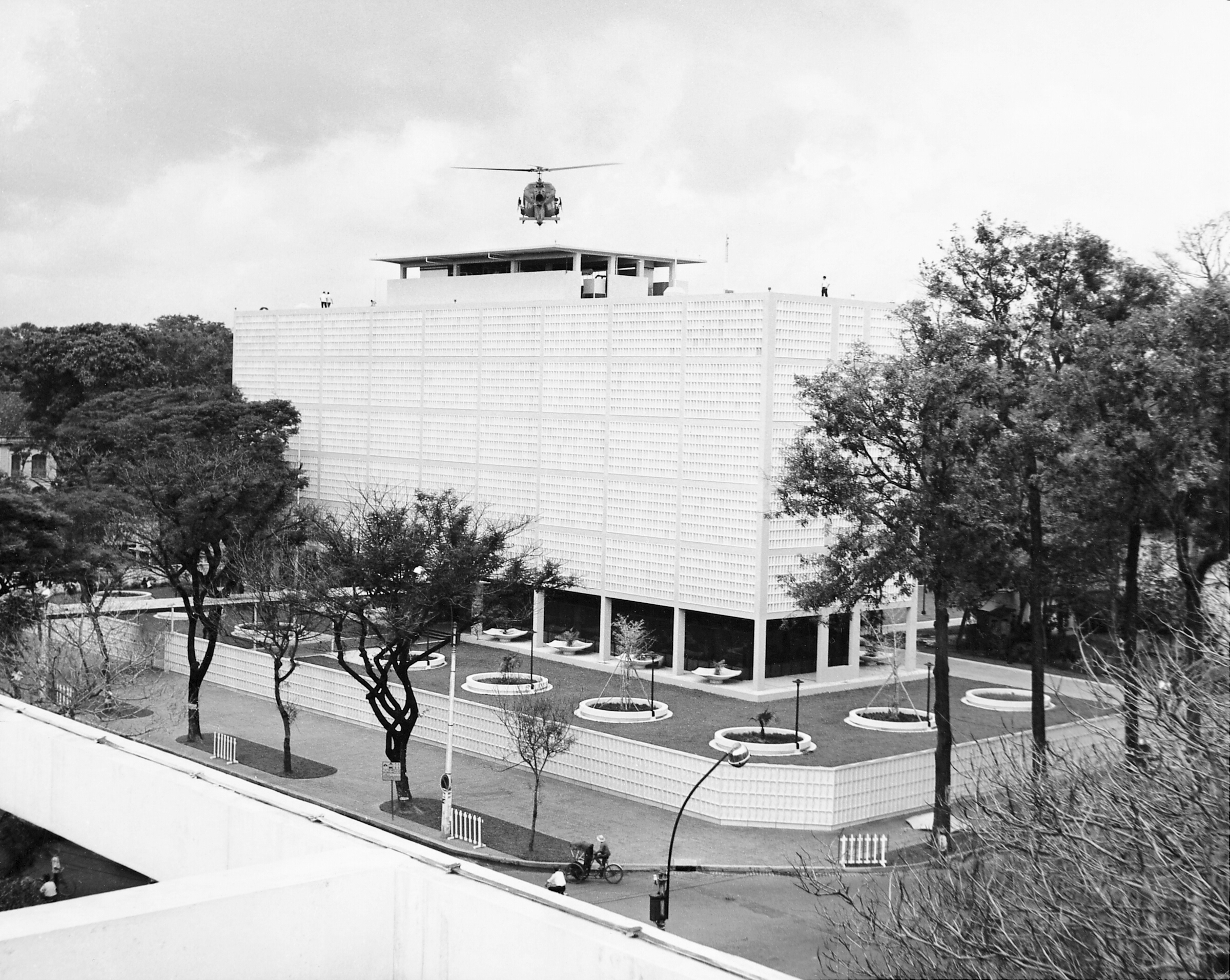
2번째 미국 대사관 (1967년 촬영)

원래 1965년 초반에 미국의 건설 회사인 커티스 데이비스에 의해 설계되었지만 그들의 설계는 단지 3층을 필요로 했고 베트남에 대한 미국의 약속 증가로 인해 더 큰 건물이 필요했다. 1965년 11월에 에이드리언 윌슨 앤 어소시에이츠가 건물을 재설계하기 위해 선정되었다. 새로운 설계는 원래 4층을 요구했지만 그 후 6층으로 늘어났다. 새로운 사이공 주재 미국 대사관은 1965년에서 1967년 사이에 미국의 4개 건설 회사가 결성한 컨소시엄인 RMK-BRJ가 베트남 공화국 건설담당관(OICC RVN)을 관할하는 미국 해군 장교의 지시에 따라 건설되었다. RMK-BRJ는 500명의 베트남인 노동자를 고용했고 주로 미국산 원자재를 사용했다. 콘크리트 혼합물에 사용된 모래와 자갈, 보도 타일, 모든 내부 벽에 사용된 벽돌은 베트남 현지에서 조달되었다. 대사관은 2년여의 공사 끝에 1967년 9월 29일 문을 열었고 총 260만 달러의 비용이 들었다.
대사관은 별도의 담장과 철문으로 봉쇄된 영사관, 대사 관저·참사관 건물이 있는 대사관 건물로 구성되어 있었으며 그 뒤편에는 주차장, 코디네이터(남베트남 주재 미국 대사의 민간인 보조원)가 거주하는 2층짜리 빌라, 그 외의 시설이 있었다. 대사관은 2개의 입구가 있었는데 통녓 대로의 보행자 입구와 막딘찌가의 차량 입구가 있었다.

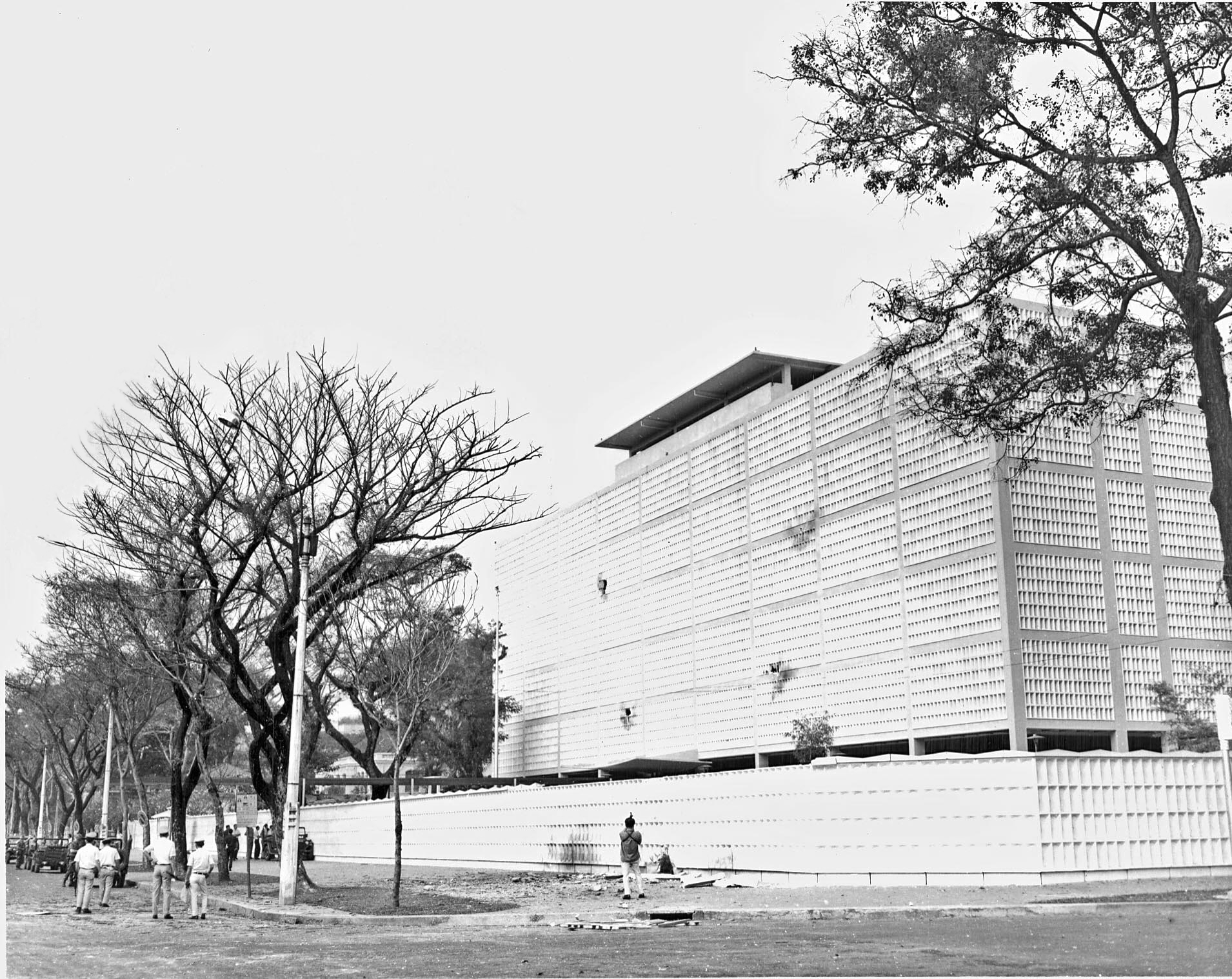
2번째 미국 대사관 (1968년 촬영)

새 건물은 6층짜리 하얀색 콘크리트 건물로 격자 모양의 콘크리트 파사드가 건물을 식히고 로켓과 다른 발사체들을 우회시키는 역할을 했다. 미관과 보안 때문에 대사 관저는 거리에서 물러났다. 대사 관저는 가로 63m, 세로 15m의 직사각형 건물이었고 가로 133m, 세로 97m의 담장에 둘러싸인 건물이었다. 이 건물은 건물에서 18m 안쪽에 위치해 있었고 시멘트와 대리석 조각이 혼합된 두께 150mm, 높이 2.4m의 벽을 통해 양쪽 도로로부터 보호받았다. 격자 모양의 파사드는 1층에서 지붕까지 이어져 건물 전체를 흰색 테라조 자외선 차단제로 덮었다. 파사드는 1.52m의 공간만큼 콘크리트 담장과 부서지지 않는 플렉시글래스 창문으로부터 분리되었다.
대사 관저는 직원 200명을 위해 설계되었으며 140개의 사무실로 구성된 4,614.49m2의 사무실 공간을 가지고 있었다. 3층에는 대사 집무실과 다른 고위급 사절단원들을 위한 사무실도 있었다. 또한 에어컨이 설치되어 있었고 자체적인 물 여과 시스템을 갖추고 있었으며 구내 뒤쪽에는 4개의 350kW 발전기로 구성된 발전소가 있었다. 또한 지붕에는 작은 헬리패드(22.86 x 14.93m)가 있었다. 콘크리트 차양막은 통녓 대로의 보행자 입구 너머로 밖으로 뻗어 있었다. 함응이 대로에 위치한 옛 대사관은 대사관 부속 건물로 사용되었다.

### 구정 대공세

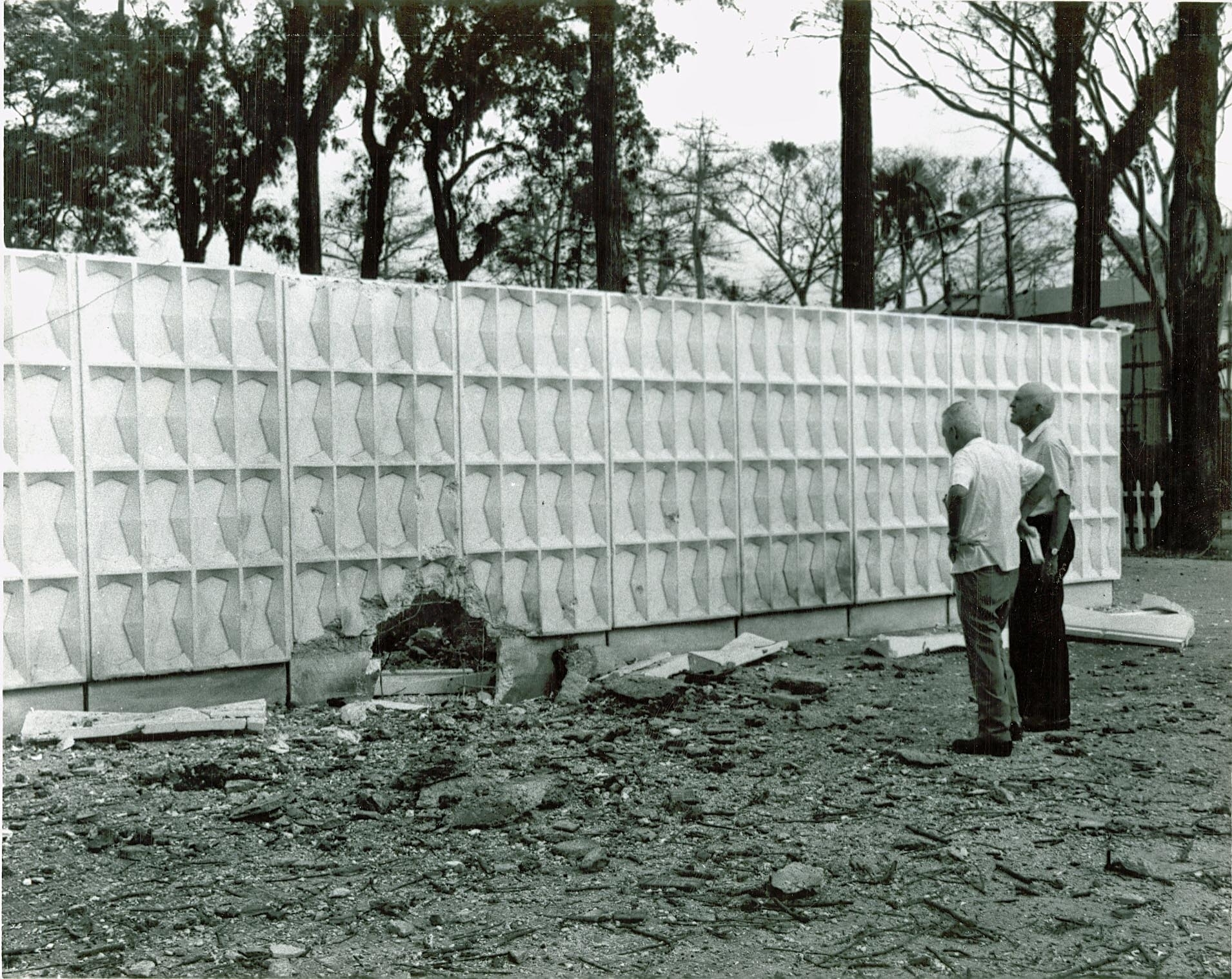
대사관 구내로 진입한 남베트남 민족해방전선 조직원들이 대사관 주변 담장에 뚫은 구멍

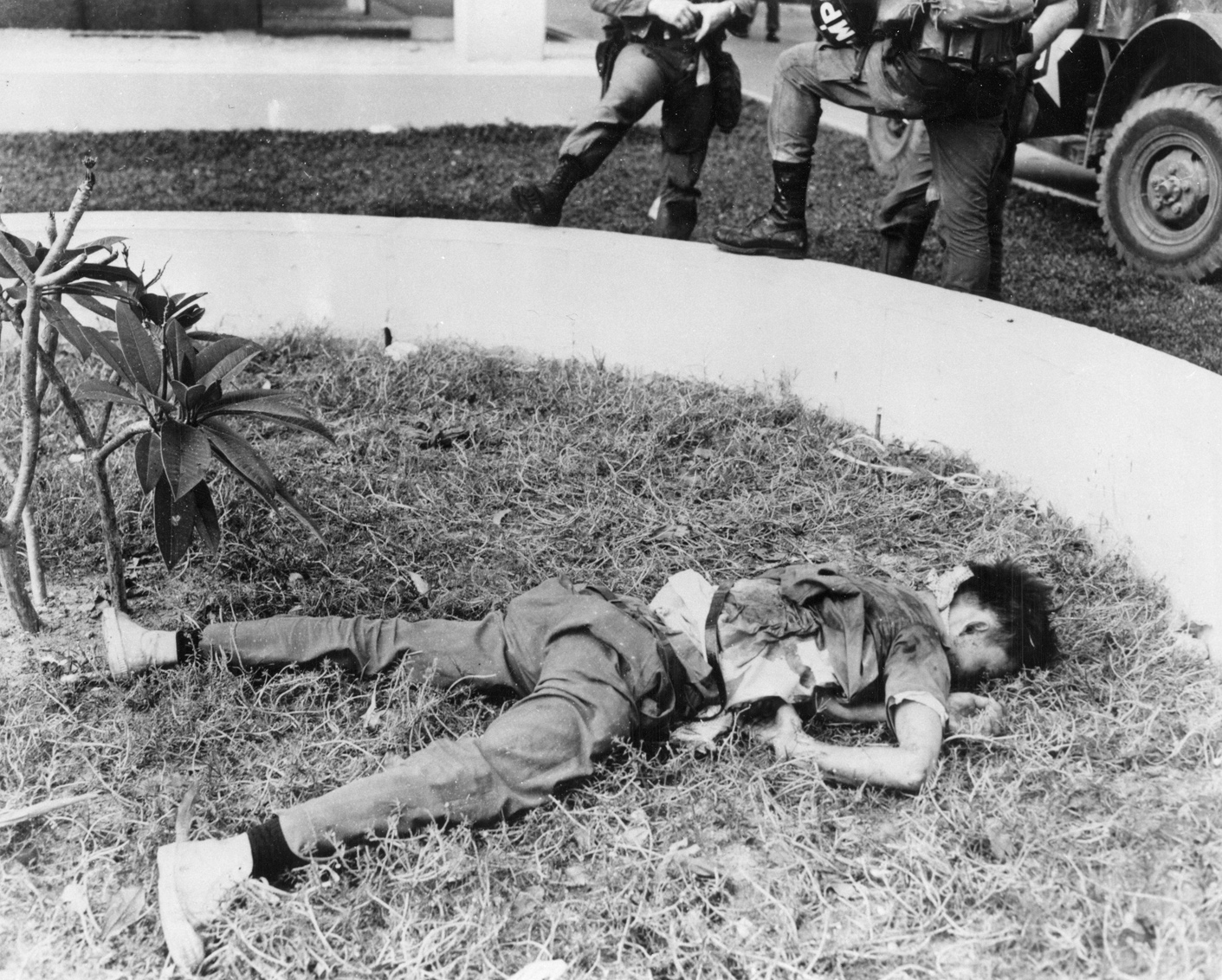
대사관 구내 플랜터에서 사망한 남베트남 민족해방전선 조직원

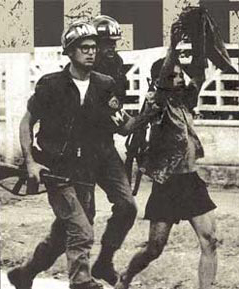
미국 헌병이 대사관에서 남베트남 민족해방전선 포로를 호송하는 모습

1968년 1월 31일 새벽에 구정 대공세의 일환으로 정예 C-10 공병 대대로 구성된 남베트남 민족해방전선 조직원 19명이 사이공 주재 미국 대사관을 공격했다. 남베트남 민족해방전선은 막딘찌가의 통행로 입구에서 경보를 울린 미국 제18헌병여단의 일부인 제716헌병대대 소속 헌병 2명과 교전했다. 이 과정에서 미국 해병대 소속 대원들이 청사 내부를 봉쇄했다.:9–10
몇 분 후 오전 2시 47분에 남베트남 민족해방전선은 통녓 대로 주변 벽에 작은 구멍을 내고 대사관 건물에 접근했다. 구멍을 통해 땅으로 기어 들어간 1번째 남베트남 민족해방전선 조직원 2명은 막딘찌가 입구의 감시 초소에서 미국 헌병 2명이 쏜 총에 맞아 사망했다. 헌병들은 남베트남 민족해방전선 조직원들이 화재로 사망하기 전에 무전으로 도움을 요청했다. 지프 헌병 순찰대가 대사관의 도움 요청에 응답했지만 그들이 대사관에 접근할 때 담장 밖에 있던 남베트남 민족해방전선의 자동 무기 사격으로 인하여 헌병 2명이 모두 사망했다.
공격 당시 법원 청사 안에는 해병대원 3명 외에도 남베트남인 2명과 미국인 6명이 있었다. 미군은 38구경 리볼버, 베레타 M12 기관총, 산탄총으로 무장하고 남베트남 민족해방전선 조직원들이 안으로 들어오기를 기다렸다.:12–13 대사관 밖에서 남베트남 민족해방전선은 두 지휘관 모두가 대사관에 진입한 후에 사망했기 때문에 그들의 다음 행동에 대해 확신할 수 없었다. 남베트남 민족해방전선은 그들이 그렇게 하도록 명령을 받았더라면 쉽게 그들의 앞길을 뚫을 수 있었을 것이다. 대신 그들은 그들을 향해 총을 쏘는 미국인들의 수가 증가하는 것에 반격했다.:23–24
해병대 경비대 분견대의 나머지 해병대원들은 신속한 대응팀으로 편성되어 대사관 원형 플랜터에 불을 질렀다.:14
윌리엄 웨스트모어랜드 장군은 오전 4시 20분에 제716헌병대대에게 대사관을 비우라고 명령했다. 장갑차와 헬리콥터가 부족했기 때문에 헌병들은 대사관을 봉쇄하기 위해 더 많은 병력을 이동시켰다.:23 전술 상황은 어둠과 대사 관저 내부의 통신 불량, 대사 관저와 대사관 밖의 헌병과 해병대 사이의 통신 불량으로 혼란스러웠다.:24
1월 31일 아침에 동이 트자 헌병들과 해병대원들이 대사관 구내에 진입하여 몇 분 안에 생존한 소수의 남베트남 민족해방전선 조직원들을 모두 쉽게 죽였고 그들 대부분은 오랜 총격전으로 인해 대사관 플랜터에서 죽거나 죽어가고 있었다. 같은 시각 미국 101공수사단 병력을 태운 헬기가 옥상에 착륙하여 대사 관저를 수색하는 과정에 들어갔는데 내부에서는 남베트남 민족해방전선 조직원이 발견되지 않았다.:29–30
오전 9시가 되자 대사관은 안전하다고 선언했다. 건물을 공격한 남베트남 민족해방전선 조직원 19명 가운데 18명이 사망하고 1명이 부상을 입었다. 미국은 4명의 헌병과 1명의 해병대원이 사망했다.
대사관 공격에 대한 1번째 뉴스 보도는 단편적인 정보를 바탕으로 오전 3시 15분에 미국 AP 통신에 의해 보내졌다. 나중에 보도된 소식에 따르면 남베트남 민족해방전선 조직원 3명이 대사관 구내에 진입했다고 한다.:16 대사관의 뉴스 보도는 혼란스러운 전술 상황을 반영했다. AP 통신은 오전 7시 25분에 남베트남 민족해방전선이 대사관 청사 1층 일부를 점령했으며 미군이 대사관 건물에서 발생한 화재로 인해 저지되고 있다는 내용의 기사를 실었다. 이 보도는 동부 표준시 오후 6시 30분(사이공 현지 시간(UTC+07:00)으로는 오전 6시 30분)에 《헌틀리-브링클리 리포트》에서 남베트남 민족해방전선 조직원들이 대사관 건물 1층을 점령하고 대사관 구내에서 미군과 총격을 주고받고 있다고 방송한 미국 NBC 뉴스에 의해 포착되었다.:27–28 이후 뉴스 보도는 공격의 사실을 정정했지만 초기 보도는 미국의 대중들에게 충격을 주었다.
구정 대공세의 대부분과 마찬가지로 대사관 공격은 전술적으로 중요하지 않았지만 정치적·심리적으로 심각한 영향을 미쳤다. 미국은 2년 반 동안 베트남에서 싸워왔고 20,000명의 미국인이 사망했다. 베트남에 거의 500,000명의 미군이 있었음에도 불구하고 남베트남 민족해방전선은 미국 대사관을 통과하는 데에 성공했다.

### 구정 대공세 이후
엘스워스 벙커 대사는 1968년 11월 4일에 구정 대공세에서 대사관을 방어하는 역할을 수행한 제716헌병대대 지휘관인 타일러 H. 플레처 중령에게 감사의 의미가 담긴 두루마리를 선물했다. 벙커 대사는 대사관을 지키다가 순직한 헌병 4명과 해병 1명을 기념하는 명패를 대사 관저 로비에 바쳤다. 1971년 2월 18일에는 대사관에 대한 화염병 공격이 발생했다.

## 사이공 함락과 프리퀀트 윈드 작전
미국 제9해병양륙여단은 1975년 4월 12일에 헬리콥터와 대피를 위한 보안군을 제공하기 위한 현재 계획을 놓고 그레이엄 마틴 남베트남 주재 미국 대사와의 협의를 진행하기 위해 대표단을 파견했다. 마틴 대사는 이들에게 미국이 남베트남을 포기할 의도가 있다는 어떠한 외적인 징후도 용납하지 않을 것이라고 말했다. 미국의 모든 계획은 최대한 신중하게 수행되었을 것이다. 제9해병양륙여단 사령관을 역임하고 있던 리처드 E. 캐리 준장은 다음 날 사이공으로 날아가 마틴 대사를 만났는데 그는 나중에 "그러한 방문은 차갑고 생산적이지 않았으며 대사에게 자극적인 것으로 보였다.'고 말했다.
4월 25일에는 USS 행콕(CV-19)의 제9해병양륙여단 소속 해병대 40명이 사이공 주재 미국 대사관을 방어하기 위해 할당된 18명의 해병대 경비대를 증원하기 위해 민간인 복장을 한 에어 아메리카 헬리콥터에 의해 사이공 주재 국방무관 사무소 컴파운드로 공수되었고 마틴 대사를 보호하기 위해 추가로 6명의 해병대원들이 추가로 배치되었다.
마틴 대사는 미국이 남베트남에서 철수할 필요가 없는 협상된 해결책에 도달할 수 있을 것이라고 낙관적인 태도를 유지했고 해병대 경비대대 사령관과 지상 지원군 사령관을 역임하고 있던 제임스 킨 소령에게 패배주의와 공황을 피하기 위한 구체적인 방안을 지시했다. 마틴 대사는 대사관 주차장을 헬리콥터 착륙 구역으로 사용하는 것을 방해하는 나무와 관목을 제거하는 것부터 시작할 수 밖에 없다고 밝혔다.
4월 28일 오후 6시에 떤선녓 공군 기지는 베트남 인민공군으로 망명한 전직 남베트남 공군 조종사들이 조종한 3대의 A-37 드래곤플라이의 폭격을 받았다. 산발적인 베트남 인민공군의 로켓포 공격과 포격도 시작되어 4월 29일 오전 4시까지 시간당 40발로 늘어났다.
오전 7시에는 남베트남 주재 미국 국방무관을 역임하고 있던 호머 D. 스미스 소장이 고정익 대피를 중단하고 프리퀀트 윈드 작전, 미군과 위험에 처한 베트남인들에 대한 헬기 대피를 시작해야 한다고 조언했다. 그러나 마틴 대사는 스미스 장군의 권고를 받아들이지 않고 대신 떤선녓 공군 기지를 방문하여 상황을 직접 조사할 것을 주장했다. 마침내 10시 51분에 프리퀀트 윈드 작전을 개시하라는 명령이 내려졌지만 지휘 계통의 혼란으로 인해 캐리 장군은 12시 15분까지 집행 명령을 받지 못했다.
프리퀀트 윈드 작전을 위해 선택된 2개의 주요 피난 장소는 미국 민간인과 베트남인 피난민들을 위한 떤선녓 공항과 대사관 직원들을 위한 대사관이었다.:196
4월 29일 아침까지 약 10,000명의 사람들이 대사관 주변에 모였고 약 2,500명의 피난민들이 대사관과 영사관 구내에 있었다. 오전 10시부터 12시까지 킨 소령과 그의 해병대는 나무를 베고 차량을 이동시켜 법원 건물 뒤에 있는 대사관 주차장에 헬리콥터 착륙 구역을 만들었다. UH-1 이로쿼이와 CH-46 시나이트를 위한 옥상과 CH-53 시 스탤리온을 위한 새로운 주차장 착륙 구역 등 2곳의 착륙 구역이 대사관 구내에서 사용 가능했다.:5

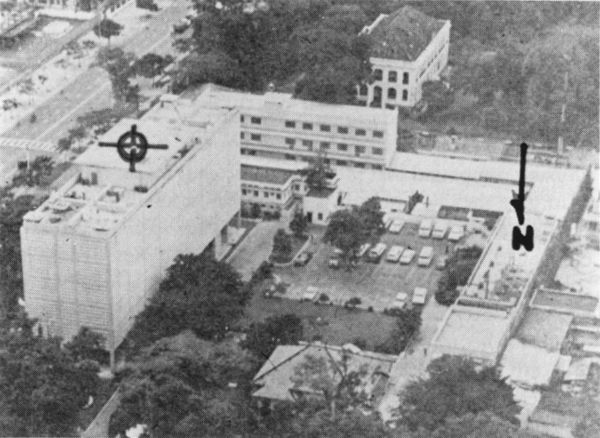
사이공 주재 미국 대사관의 항공 사진. 맨 왼쪽은 통녓 대로, 왼쪽은 법원 청사, 중앙은 주차장, 위쪽은 미국 영사관 구내, 사이공 주재 프랑스 대사관이다.

에어 아메리카 UH-1은 도시 전역의 다른 소규모 집합소(네덜란드의 사진가인 휘베르트 판 에스가 촬영한 사진으로 유명한 피츠먼 빌딩(현재의 자롱 22번가) 포함)에서 피난민들을 수송하여 대사관의 옥상 착륙 구역에 도착하기 시작했다.
오후 3시에 CH-53이 떤선녓 공군 기지의 국방무관 사무소 경내로 향하는 것이 목격되었다. 킨 소령은 미국 해군 제7함대에 연락하여 그의 공수 요구 사항을 알려주었다. 그때까지 함대는 모든 피난민들이 대사관에서 국방무관 사무소 컴파운드로 버스로 이동했는데 대사와 해병대를 대사관에서 대피시키는 데 필요한 헬리콥터는 2대뿐이라고 확신했다.:6
오후 5시에 CH-46이 미국 대사관에 도착했다. 4월 29일 오후 7시에서 오후 9시 사이에 제2대대에서 130명의 해병대가 추가로 국방무관 사무소 구내에서 철수하여 대사관의 경계 보안을 강화했다.:195 국방무관 사무소 경내에서의 철수는 오후 9시경에 완료되었고 이후 모든 헬리콥터가 대사관으로 이동했다. 그러나 킨 소령은 착륙 구역에 불이 잘 켜져 있을 것이며 차량들이 엔진을 작동시키고 헤드라이트를 켠 채 주차장 착륙 구역 주변을 이동하도록 하여 착륙 구역을 밝게 할 것이라고 조언했다.:6
오후 9시 30분에 CH-53 조종사가 76 기동대 사령관인 휘트마이어 제독이 오후 11시를 기해 작전을 중단하라고 명령했다고 킨 소령에게 알렸다. 킨 소령은 마틴 대사가 공수를 계속할 수 있도록 대사 집무실에 연락할 것을 요청하는 것을 보았다. 마틴 대사는 곧 킨 소령에게 출격이 계속될 것이라는 소식을 보냈다.:6 동시에 캐리 장군은 휘트마이어 제독을 만나 어둠과 화재, 악천후로 인한 조종사의 피로와 시야 불량에도 불구하고 대사관으로 가는 비행을 재개하도록 설득했다.:198
4월 30일 오전 2시 15분에 CH-46 1대와 CH-53 1대가 매 10분마다 대사관에 착륙했고 대사관은 19대의 리프트가 추가로 대피를 완료할 것이라고 밝혔다.:199 당시 킨 소령은 아직도 850여 명의 비미국인 피난민과 225명(해병대 포함)이 있는 것으로 추정하고 있었는데 마틴 대사는 킨 소령에게 최선을 다하라고 말했다.:7 마틴 대사는 오전 3시에 킨 소령에게 남은 피난민들을 모두 해병대의 마지막 경계인 착륙 구역 주차장으로 옮기라고 명령했다.:7 오전 3시 27분에는 제럴드 포드 미국 대통령은 대피를 완료하기 위해 19대 이상의 리프트를 허용하지 말라고 명령했다.:200
킨 소령은 이미 19 리프트 제한을 초과한 오전 4시 30분에 옥상 착륙 구역으로 가서 캐리 장군과 헬리콥터 라디오를 통해 포드 대통령이 공수를 미군으로 제한하라고 명령했다고 전했다. 이에 캐리 장군은 킨 소령에게 자신의 부하들을 대사 관저로 철수시키고 탈출을 위해 옥상 착륙 구역으로 철수하라고 명령했다.:7 대사관 밖에 있던 군중들이 정문을 뚫고 영내로 들어갔을 때 대부분의 해병대원들은 감옥 안에 있었다. 해병대원들은 대사 관저의 문을 닫은 다음에 빗장을 걸어 잠갔고 6층에 있던 시비즈 대원들은 엘리베이터를 잠갔다. 해병대원들은 그들 뒤에 있는 그릴 게이트를 잠그고 계단을 통해 철수했다. 1층에서는 물탱크가 대사 관저의 문을 통과했고 군중들은 건물을 통해 옥상을 향해 밀려나기 시작했다. 옥상에 있던 해병대원들은 옥상으로 통하는 문을 봉쇄하고 군중들이 침입하려는 것을 막기 위해 메스를 사용하고 있었다. 대사관 주변에서는 산발적인 총성이 옥상 위로 지나갔다.:7–8
마틴 대사는 오전 4시 58분에 HMM-165의 호출부호인 "레이디 에이스 09"를 타고 USS 블루 리지(LCC-19)로 날아갔다. 레이디 에이스 09가 "타이거가 나왔다."고 전송했을 때 아직도 비행 중인 헬리콥터들은 임무가 완료되었다고 생각했고 이에 따라 대사관 옥상에서 해병대로 대피하는 것이 지연되었다.:200
CH-46은 오전 7시에 대대 상륙팀에서 철수했고 HMM-164의 CH-46 스위프트 2-2가 킨 소령과 10명의 해병 보안 경비대를 대피시키기 위해 도착했다.:200 마지막 헬리콥터는 4월 30일 오전 7시 53분에 이륙하여 오전 9시 30분에 USS 오키나와(LPH-3)에 착륙했다.:8 오전 11시 30분에 베트남 인민군 전차들이 대통령궁(현재의 통일궁)의 문을 부수고 건물 위에 남베트남 민족해방전선의 기를 게양하면서 베트남 전쟁은 끝났다.
해병대 조종사들은 1,054시간의 누적 비행 시간 동안에 682대의 비행기를 타고 프리퀀트 윈드 작전을 통해 떤선녓 공군 기지에서 5,000명의 미군, 978명의 미국인을, 미국 대사관에서 1,120명의 베트남인, 제3국 국민들을 대피시켰다.:201 이 과정에서 대한민국 국민 100여 명을 포함한 400여 명의 피난민들이 대사관에 남겨졌다.
레이디 에이스 09, CH-46 일련번호 154803은 현재 미국 캘리포니아주 샌디에고의 플라잉 레더넥 항공 박물관에 전시되어 있다.

## 전후 시대와 현재

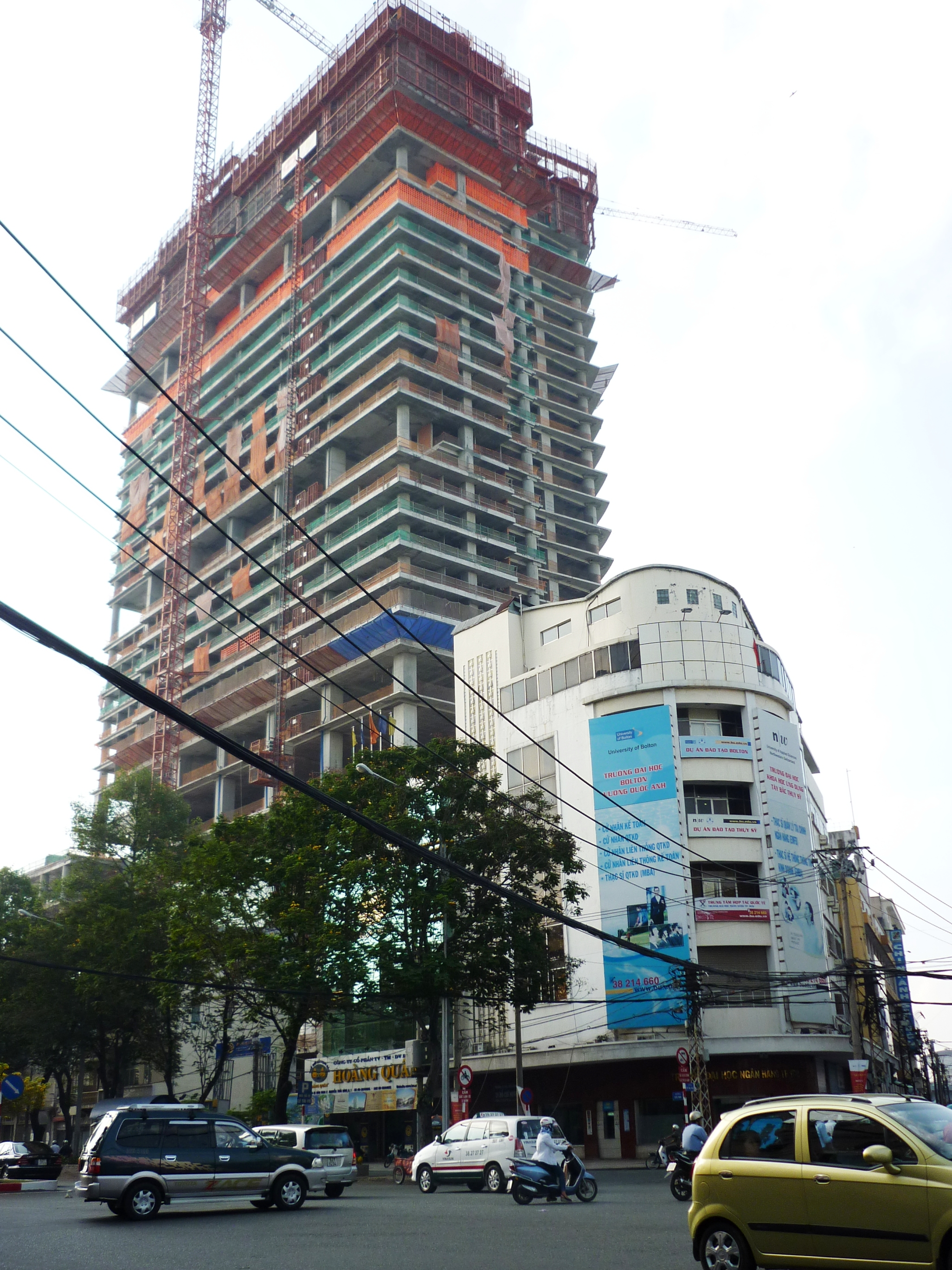
옛 1번째 미국 대사관 청사 (2011년 촬영)

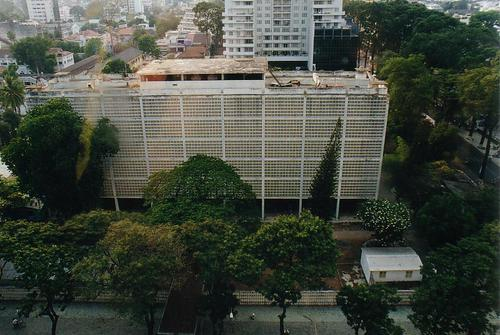
1998년 4월에 철거되기 직전에 레주언 대로 건너편에 있던 옛 대사 관저

북베트남 군인들과 정보 장교들은 1975년 4월 30일에 사이공을 점령한 직후에 버려진 미국 대사관으로 가서 미국 정부의 수많은 기밀 문서들을 발견했다. 이 과정에서 대부분의 문서들이 분쇄되었는데 조각난 문서들 가운데 일부는 제때 타지 않았다. 이들 문서의 조각들은 재구성되어 북베트남 정부가 중앙정보국을 포함한 미국 정부 기관과 협력했던 남베트남 직원들을 추적하는 데에 사용되었다. 대사관 건물과 건너편에 위치한 영국 대사관은 1980년대 내내 베트남의 국영 석유 회사인 페트로베트남의 사무실로 사용되었다.

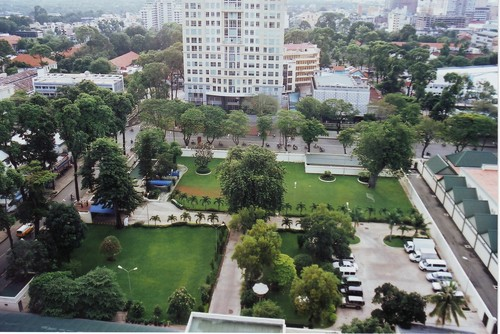
주사이공 미국 대사관 유적 (2003년 촬영)

1995년에 미국과 베트남 사회주의 공화국이 수교함에 따라 하노이에 새로운 미국 대사관이 설립되었고 사이공에 있던 옛 미국 대사관 부지가 미국 정부에 반환되었다. 그러나 미국 정부는 베트남의 열대 기후에서 20년 동안 방치된 옛 대사관 건물을 사용할 수 없다는 결론을 내렸는데 건축물의 역사 자체가 그러한 부정적인 의미를 내포하고 있기 때문에 새로운 미국-베트남 관계와 맞지 않는다고 판단했기 때문이다. 옛 대사관 건물은 1998년 5월부터 7월 사이에 철거되었는데 이 기간 동안에 베트남의 철거 담당 노동자 2명이 엘리베이터 통로 아래로 몇 층 정도 추락한 다음에 사망했다. 미국이 호찌민시에 새로 건립한 총영사관은 옛 대사관 부지와 인접한 옛 영사관 부지에 세워졌다. 대사관이 철거되는 동안에 대사관 옥상에서 헬기장으로 이어지는 사다리는 철거되어 미국으로 다시 보내졌고 현재는 미시간주 그랜드래피즈에 위치한 제럴드 포드 대통령 박물관에 전시되어 있다.

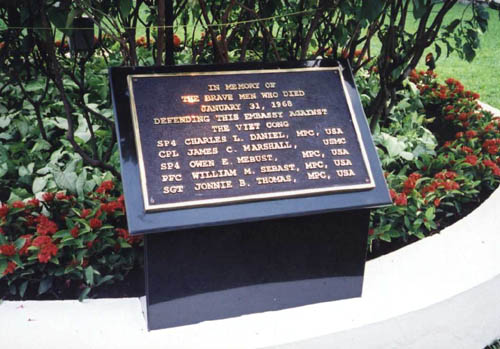
구정 대공세 도중에 대사관을 지키다가 숨진 미군 병사들을 기리는 명판

1998년 초반에 베트남 정부는 구정 대공세 당시에 사이공 주재 미국 대사관에서 미군 병사들과 싸운 남베트남 민족해방전선 조직원들을 기념하는 붉은 돌 기념비를 오늘날에도 남아있는 옛 대사관 정문 밖 인도에 세웠다. 철거에 앞서 피트 피터슨 당시 베트남 주재 미국 대사는 영내가 고가의 상업 지구 한복판에 있는 만큼 옛 대사관 부지를 활용해 돈을 벌자고 제안했다. 이 부지에 오피스텔을 지어 민간 세입자들에게 임대하자는 논의도 있었지만 아무것도 지어지지 않았다.
옛 대사관의 눈에 보이는 잔재들이 남아 있는데 특히 구정 대공세 당시에 남베트남 민족해방전선이 사격장으로 사용했던 크고 둥근 콘크리트 플랜터들이 대사관 앞에 있다. 옛 대사관의 다른 유물로는 19세기로 거슬러 올라가는 주차장의 커다란 반얀나무와 1929년에 스탠다드 오일 회사가 선물한 레주언로 입구 근처의 깃대가 있는데 모두 호찌민시 주재 미국 공관에서 사용되고 있다. 깃대의 밑 부분은 옛 대사관 청사에서 인양한 검은 화강암으로 만들어졌다. 대사관 청사의 현재 위치는 총영사관 직원들이 대규모 리셉션과 축구 연습을 위해 사용되고 있다.
2002년 11월 14일에는 주사이공 미국 대사관을 지키던 미국 해병대 경비원과 4명의 헌병을 기념하는 교체 명판에 대한 헌정식이 열렸다. 원래의 명판은 사이공 함락 기간 동안에 대사관에 남겨졌는데 호찌민시 전쟁 박물관에 전시되었다가 사라졌다.

## 역대 대사

### 주베트남국 미국 공사 (1950년 ~ 1952년)
- 임시대리대사: 에드먼드 A. 걸리언 (Edmund A. Gullion) - 1950년 2월 21일 ~ 1950년 7월 5일
- 제1대 공사: 도널드 R. 히스 (Donald R. Heath) - 1950년 6월 29일 ~ 1952년 6월 25일 (1952년에 미국과 베트남국 간의 외교 관계가 수립됨에 따라 대사로 격상됨)

### 주남베트남 미국 대사 (1952년 ~ 1975년)
- 제1대 대사: 도널드 R. 히스 (Donald R. Heath) - 1952년 6월 25일 ~ 1954년 11월 14일
- 제2대 대사: G. 프레더릭 라인하트 (G. Frederick Reinhardt) - 1955년 4월 20일 ~ 1957년 2월 10일 (베트남 공화국(남베트남) 수립 이후인 1956년 2월 24일에 국서가 갱신됨)
- 제3대 대사: 엘브리지 더브로 (Elbridge Durbrow) - 1957년 3월 14일 ~ 1961년 5월 3일
- 제4대 대사: 프레더릭 놀팅 (Frederick Nolting) - 1961년 3월 15일 ~ 1963년 8월 15일
- 제5대 대사: 헨리 캐벗 로지 주니어 (Henry Cabot Lodge Jr.) - 1963년 8월 1일 ~ 1964년 6월 28일
- 제6대 대사: 맥스웰 D. 테일러 (Maxwell D. Taylor) - 1964년 7월 1일 ~ 1965년 7월 30일
- 제7대 대사: 헨리 캐벗 로지 주니어 (Henry Cabot Lodge Jr.) - 1965년 7월 31일 ~ 1967년 4월 25일
- 제8대 대사: 엘즈워스 벙커 (Ellsworth Bunker) - 1967년 4월 5일 ~ 1973년 5월 11일
- 제9대(마지막) 대사: 그레이엄 마틴 (Graham Martin) - 1973년 6월 31일 ~ 1975년 4월 29일 (1975년 4월 29일을 기해 대사관이 폐쇄됨)